# Pothyne proxima
Pothyne proxima là một loài bọ cánh cứng trong họ Cerambycidae.